# Kalkjordlav
Kalkjordlav (Catapyrenium cinereum) är en lavart som först beskrevs av Christiaan Hendrik Persoon, och fick sitt nu gällande namn av Körb. Kalkjordlav ingår i släktet Catapyrenium och familjen Verrucariaceae.  Arten är reproducerande i Sverige. Inga underarter finns listade i Catalogue of Life.

## Källor

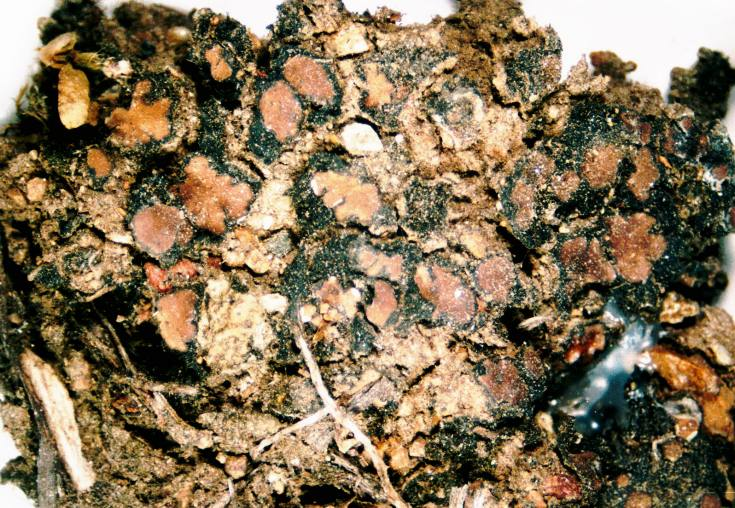
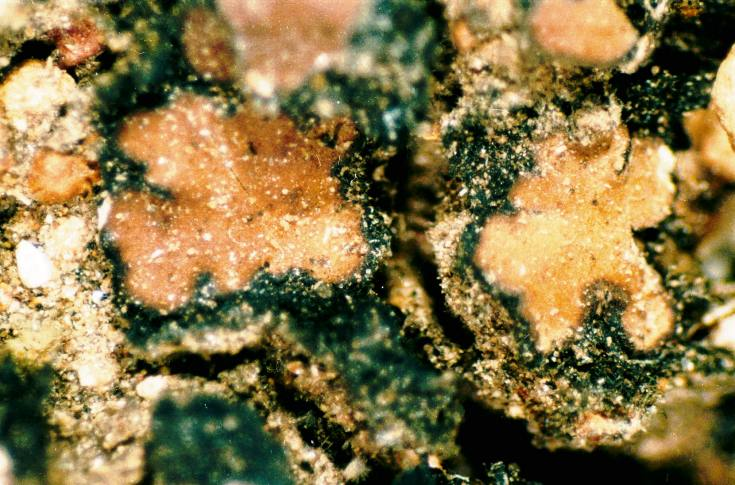
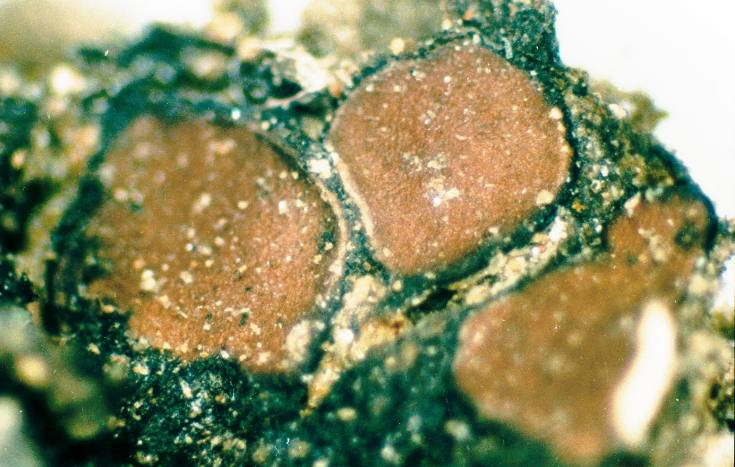
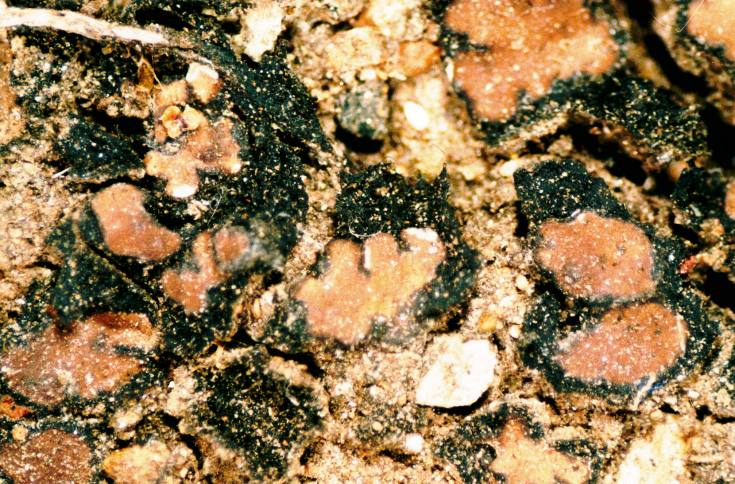